# Nocardia jiangxiensis
Espèce
Nocardia jiangxiensis est une espèce de bactéries de la famille des Nocardiaceae.

## Description
La souche type de cette espèce Nocardia jiangxiensis a été isolée en Chine.

## Taxonomie
Le nom correct complet (avec auteur) de ce taxon est Nocardia jiangxiensis Cui et al. 2005.

### Étymologie
L'étymologie du nom spécifique N. jiangxiensis est la suivante: jiang.xi.en’sis. N.L. masc./fem. adj. jiangxiensis, pour faire le lien avec l'origine de la souche type qui a été isolée dans la Province du Jiangxi, en Chine du Sud.